# Lac Branigan
Pour les articles homonymes, voir Branigan.
Le lac Branigan (en anglais : Branigan Lake) est un lac américain dans le comté de Tuolumne, en Californie. Il est situé à 2 236 mètres d'altitude au sein de la Yosemite Wilderness, dans le parc national de Yosemite. Il est situé à proximité du lac Middle Branigan et du lac Upper Branigan.